# Schlossmühle (Ditzingen)
Die Schlossmühle ist eine Getreidemühle an der Glems in Ditzingen.

## Geschichte

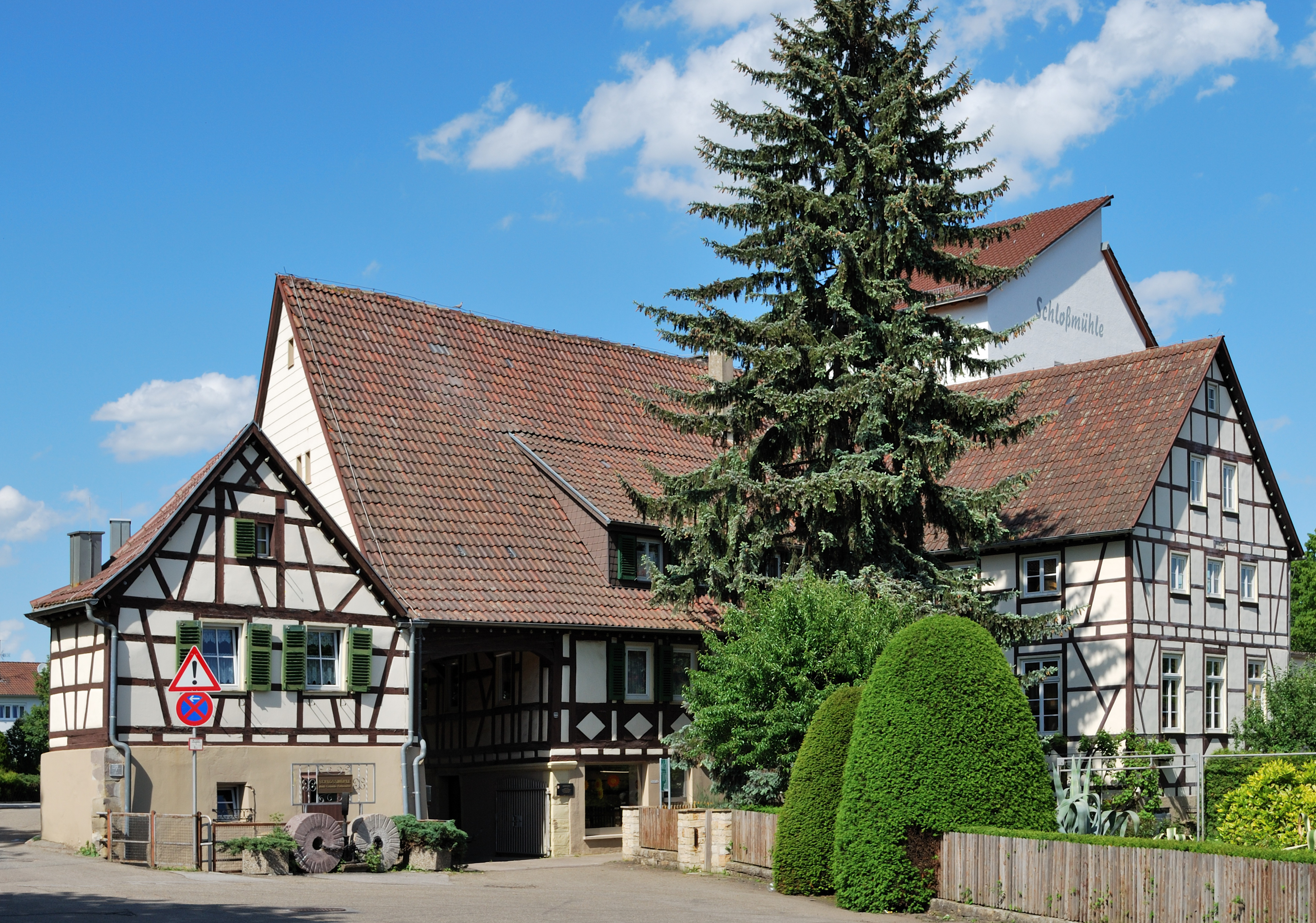
Die Schlossmühle

Die Mühle wurde um 1350 als „Schnurrenmüllers Mülln“ erstmals genannt. Um 1500 besaß der berühmte Humanist Johannes Reuchlin einen Teil der Mühle, die ab 1524 auch „Schlossmühle“ genannt wurde. Von 1689 bis 1851 war sie im Besitz der Familie Siegle. 1851 wurde sie an Andreas Burger aus Iptingen verkauft. Seit 1928 ist sie im Besitz der Familie Müller.
Der 300 Meter lange, links von der Glems abgezweigte Mühlkanal speiste einst drei oberschlächtige Wasserräder mit je 0,55 m Breite und 2,20 m Höhe. Im Jahr 1875 wurde ein dritter Mahlgang eingerichtet und die drei vorhandenen Wasserräder durch ein einziges oberschlächtiges Wasserrad ersetzt. Im Jahr 1905 besaß die Mühle ein 2,41 m hohes und 2,23 m breites oberschlächtiges Wasserrad mit einem Gefälle von 2,59 m und mit einer Rohleistung von 15,2 PS bei 440 l/s Wasserzufluss. In den Jahren 1935/36 hat Eugen Müller das schadhafte Wasserrad durch eine Ossberger-Turbine mit 440 l/s Schluckfähigkeit ersetzt und das Nutzgefälle auf 2,86 m gesteigert. Im Jahr 1937 wurden zur Unterstützung der Wasserkraft ein Elektromotor mit 10 PS Leistung und ein Rohölmotor mit 12 PS Leistung aufgestellt. Im Jahr 1953 wurde dann die alte Turbine gegen eine neue Ossberger-Turbine ausgetauscht.
Das traufständige Fachwerkgebäude stammt aus dem 18. Jahrhundert. Es wurde in den Jahren 1906 und 1977 renoviert.

## Heutiger Betrieb
Die Mühle arbeitet heute mit vier doppelten Walzenstühlen und einem Schrotgang. Die Vermahlungskapazität beträgt (Stand 1997) 10 Tonnen in 24 Stunden. Die Erzeugnisse werden sowohl an Bäckereien wie auch an Privatkunden verkauft. Die Mühle besitzt einen Mühlenladen.